# Johnny O
Johnny O (* in Brooklyn, New York als Juan Antonio Ortiz) ist neben Stevie B einer der bekanntesten Sänger der Musikrichtung Freestyle.

## Leben und Karriere
Seine Vorfahren stammen aus Puerto Rico und der Dominikanischen Republik. Er lebt mit seiner Familie in Florida. Sein größter kommerzieller Erfolg war sein selbstbetiteltes Debütalbum aus dem Jahr 1988. Auf diesem Album befindet sich auch sein wahrscheinlich bekanntester Song Fantasy Girl, der seitdem in verschiedenen Remix-Versionen veröffentlicht wurde. Derzeit befindet sich Johnny O bei ZYX Music unter Vertrag.

## Diskografie

### Studioalben
- 1988: Johnny O
- 1991: Like a Stranger
- 1995: Call It Watcha Like
- 2002: The Sounds of My Heart
- 2007: Peace on Earth 2012
- 2011: Remedy (Grace of God)

### Kompilationen
- 1993: The Remixes
- 1997: Best of Johnny O
- 2001: Johnny O's Greatest Hits
- 2003: Famous Very Words: The Very Best of Johnny O
- 2005: All the Hits and More!

### Singles
| Jahr | Titel Album                          | Höchstplatzierung, Gesamtwochen, AuszeichnungChartplatzierungen (Jahr, Titel, Album, Platzierungen, Wochen, Auszeichnungen, Anmerkungen) | Höchstplatzierung, Gesamtwochen, AuszeichnungChartplatzierungen (Jahr, Titel, Album, Platzierungen, Wochen, Auszeichnungen, Anmerkungen) | Anmerkungen                                   |
| Jahr | Titel Album                          | DE | US | Anmerkungen                                   |
| ---- | ------------------------------------ | --- | --- | --------------------------------------------- |
| 1990 | Dream Boy/Dream Girl Like a Stranger | — | US53 (15 Wo.)US | Erstveröffentlichung: August 1990 mit Cynthia |
| 1993 | Runaway Love Call It Watcha Like     | — | US87 (5 Wo.)US | Erstveröffentlichung: Dezember 1993           |
| 1997 | Fantasy Girl (Remix ’97) –           | DE68 (7 Wo.)DE | — | Erstveröffentlichung: Juni 1997               |
| 1998 | Fantasy Girl ’98 –                   | DE72 (9 Wo.)DE | — | Erstveröffentlichung: Mai 1998                |